# Megachile vigilans
Megachile vigilans är en biart som beskrevs av Smith 1878. Megachile vigilans ingår i släktet tapetserarbin, och familjen buksamlarbin. Inga underarter finns listade i Catalogue of Life.